# مایلز فیشر
مایلز فیشر (به انگلیسی: Miles Fisher) (زاده ۲۳ ژوئن ۱۹۸۳) بازیگر آمریکایی است.
از فیلم‌های معروف او می‌توان به بازی در فیلم مقصد نهایی ۵ و زنان واقعی اشاره کرد.